# Филиппины на зимних Олимпийских играх 2014
Филиппины в четвёртый раз принимали участие в зимних Олимпийских играх 2014, которые проходили в Сочи с 7 по 23 февраля 2014 года. При этом впервые в Играх принял участие фигурист из Юго-Восточной Азии. Филиппины впервые участвовали в Олимпийских играх в России, так как вместе с 63 другими странами приняли участие в организованном США бойкоте летних Олимпийских игр 1980 года в Москве из-за советско-афганской войны.

## Предыстория и контекст
Филиппинская делегация на Зимних Олимпийских играх 2014 года состояла из одного спортсмена в фигурном катании. Страна участвовала в Зимних Олимпийских играх впервые с 1992 года (Игр в Альбервиле, Франция) и в четвёртый раз в общей сложности. По меньшей мере три спортсмена филиппино-американского происхождения безуспешно пытались квалифицироваться на Зимние Олимпийские игры 2010 года в Ванкувере. Среди них — пара фигуристов Майкл Дималанта и Грейсель Джин Тан, а также сноубордистка Эден Серина.
Единственным представителем страны был Майкл Кристиан Мартинес, который также стал первым фигуристом из Юго-Восточной Азии, квалифицировавшимся на игры. Мартинес нёс флаг Филиппин на церемонии открытия, а на церемонии закрытия флаг страны нёс волонтёр.
Одри Алкарас, ещё одна фигуристка с Филиппин, выступила вне конкурса на церемонии закрытия во время передачи обязанностей по проведению Зимних Олимпийских игр Пхёнчхану, Южная Корея, городу-организатору Олимпиады 2018 года.

## Состав и результаты

### Фигурное катание
Спортсменов — 1
| Соревнование              | Спортсмен               | Короткая программа | Короткая программа | Произвольная программа | Произвольная программа | Всего        | Всего |
| Соревнование              | Спортсмен               | Сумма баллов       | Место              | Сумма баллов           | Место                  | Сумма баллов | Место |
| ------------------------- | ----------------------- | ------------------ | ------------------ | ---------------------- | ---------------------- | ------------ | ----- |
| Мужское одиночное катание | Майкл Кристиан Мартинес | 64,81              | 19                 | 119,44                 | 20                     | 184,25       | 19    |

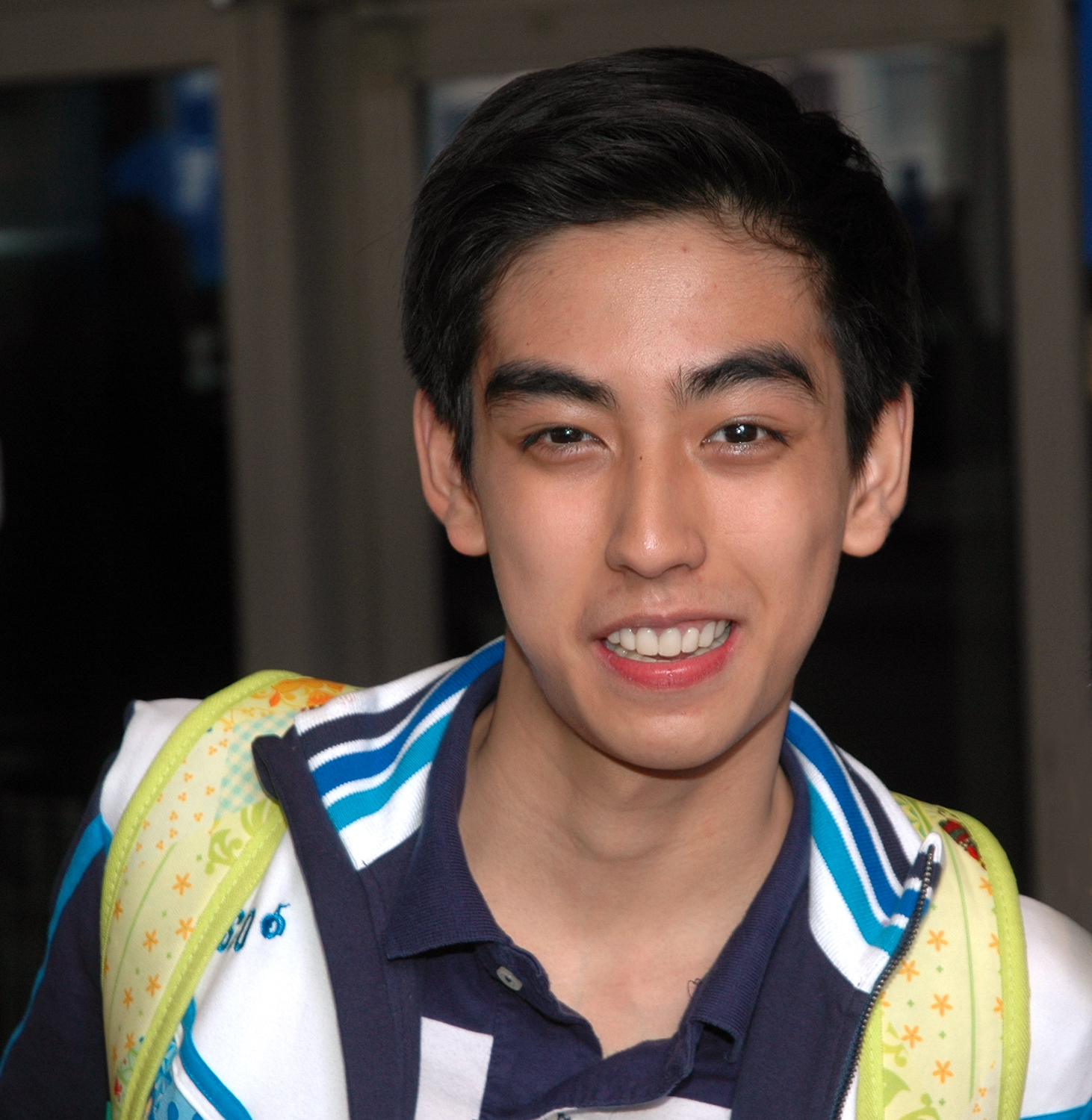
Майкл Кристиан Мартинес выступал в фигурном катании как единственный спортсмен из Филиппин

Майкл Кристиан Мартинес обеспечил себе право на участие в Олимпийских играх, заняв 7-е место на Nebelhorn Trophy 2013 в Германии.
В короткой программе Мартинес был пятым спортсменом, выступавшим в мужском одиночном катании, в котором участвовали ещё 29 фигуристов из 21 НОК. Он выступал под мелодию «Love Theme from Romeo and Juliet». Ему удалось исполнить тройной аксель, перевёрнутую либелу и тройные риттбергеры без проблем с приземлением, а завершил он выступление бильманом. Мартинес вошёл в число 24 фигуристов, которые вышли в произвольную программу после того, как занял 19-е место, набрав 64,81 балла.
На произвольной программе Мартинес выступил под композицию «Malagueña» кубинского композитора Эрнесто Лекуоны. Мартинес стал третьим спортсменом, выступавшим в финале, и получил 199,44 балла. Среди элементов, которые он исполнил, были тройной аксель, три двойных тулупа и двойной флип. Однако при выполнении тройного риттбергера он приземлился на правую руку. Как и в короткой программе, он завершил своё произвольное катание бильманом.
Мартинес завершил соревнование, заняв 19-е место из 30 фигуристов. Таким образом, имея одного участника в одном виде спорта, Филиппины не завоевали медалей на этих Играх.